# Маклийн (окръг, Северна Дакота)
Вижте пояснителната страница за други значения на Маклийн.
Окръг Маклийн (на английски: McLean County) е окръг в щата Северна Дакота, Съединени американски щати. Площта му е 6029 km², а населението - 9685 души (2017). Административен център е град Уошбърн.